# Marco Mengoni
Marco Mengoni (* 25. prosince 1988 Ronciglione, Viterbo, Lazio, Itálie) je italský zpěvák-skladatel. Proslavil se v roce 2009, poté co vyhrál 3. sérii italské talentové show X Factor. Jeho debutový EP Dove si vola předcházel singl se stejným názvem, který dosáhl prvního místa v žebříčku Italian Top Digital Downloads chart a také sloužil jako jeho korunovační píseň.
V únoru 2010 soutěžil na 60. ročníku hudebního festivalu Sanremo s písní "Credimi ancora", kdy se umístil na 3. místě v poli 15 konkurentů. Píseň byla zařazena do jeho 2. EP Re matto, které debutovalo v Itálii na čísle 1. EP bylo podporováno italským turné, které přineslo živé album Re matto live.
Mengoniho první celovečerní studiové album Solo 2.0 bylo vydáno v září 2010 a bylo certifikováno zlatem organizací FIMI. V roce 2013 vyhrál 63. ročník hudebního festivalu Sanremo s písní "L'essenziale". Během soutěže byl interně zvolen italskou televizí RAI, aby reprezentoval Itálii na Eurovision Song Contest 2013 v Malmö, kde vystoupil s písní "L'essenziale". Píseň se také stala pilotním singlem alba #prontoacorrere, které se stalo čtyřikrát číslem 1 v Italian Albums Chart.
Během své kariéry získal několik cen, včetně 2 cen TRL Awards, 7 cen Wind Music Awards a 2 ceny Italian MTV Music Awards. V roce 2010 se také stal 1. italským umělcem, který vyhrál MTV Europe Music Awards za nejlepší evropský počin.

## Diskografie

### Studiová alba
- 2011 – Solo 2.0
- 2013 – #prontoacorrere
- 2015 – Parole in circolo
- 2015 – Le cose che non ho

### Extended Play (EP)
- 2009 – Dove si vola
- 2010 – Re matto

### Živá alba
- 2010 – Re matto live

## Koncertní turné
- 2010 – Re matto Tour
- 2011 – Solo Tour 2.0
- 2012 – Tour teatrale
- 2013 – L'Essenziale Tour
- 2015 – #MengoniLive2015
- 2016 – #MengoniLive2016